# Famille Mentouri
La famille Mentouri est une grande famille algérienne, originaire de l’est de l’Algérie.

## Histoire
La famille tient ses origines de la région de Jijel, dans l'est du pays.
Très tôt, les ancêtres de cette famille se sont installés dans un village auquel ils laisseront leur nom, Mentoura,. Il surplombe la commune de Ferdjioua au sud de la région de Jijel et dans le nord-ouest de la wilaya de Mila. Rapidement, le village de Mentoura devient alors un lieu de pèlerinage pour les descendants de la famille Mentouri, qui s'y rendent régulièrement. En 1934, une partie de la famille Mentouri s'installe à Constantine pour y travailler.
Lors des événements du 8 mai 1945, une terrible répression s'abat sur le clan des Mentouri (El aârch M'natra), les mettant dans un état de grande précarité, huit membres furent exécutés et quatre autres internés à Tazoult et d’autres déportés à Sétif.
L'engagement des frères Bachir et Mahmoud Mentouri fut précoce au lendemain des massacres du 8 Mai 1945.
Les Mentouri se sont particulièrement illustrés dans le champ intellectuel algérien, et ont contribué notamment à la recherche médicale.
On compte parmi eux de grands militants nationalistes comme Bentobal, Boussouf ou Larbi Benredjem, des ministres et figures politiques, dont Mohamed Salah Mentouri,  Zahia Mentouri ou encore Fatiha Mentouri, des universitaires ou encore des chercheurs et professeurs en médecine.
La fondation Mentouri a été créée pour rendre hommage à la mémoire de la famille Mentouri, mais aussi et surtout afin de venir en aide aux enfants malades et pour développer la recherche médicale,.
C'est en ultime hommage à la famille Mentouri, que le 12 décembre 1997, l'Université de Constantine, la deuxième du pays, est renommée Université des frères Mentouri ; les frères sont Bachir Mentouri, chirurgien de grande renommée, maire de Constantine, son frère Mahmoud (tué pendant la guerre d'Algérie) et son beau-frère le médecin capitaine Ali Ait Idir (également tué pendant la guerre).

## Situation actuelle
On retrouve les Mentouri en grande partie à l'Est de l'Algérie, dans les régions d'Alger, de Constantine, de Mila et de Ferdjioua.

## Personnalités
- Zahia Mentouri, Ministre de la santé, médecin de grande renommée, et professeur d’anesthésie réanimation à l’Université d’Oran.
- Mohamed Salah Mentouri, Ministre du Travail, puis de la santé et vice ministre de la jeunesse et des sports. Président du CNES.
- Fatiha Mentouri, Ministre des Finances,      Gouverneur de la Banque d’Algérie.
- L'Université Constantine 1 a été renommée Université Mentouri, ou Université des Frères Mentouri[4].
- Bachir Mentouri, professeur de médecine, spécialiste du traitement chirurgical du kyste hydatique du foie[1],[5], maire de Constantine[1], qui a donné son nom à l'Université de Constantine[1], à un hôpital public à Kouba[6], à un espace culturel à Alger[7], et à la rue où se trouve l'espace culturel (la rue Bachir Mentouri qui s'appelait auparavant la rue Pichon)[8],[9],[10]